# Zappa
Zappa é um género de peixe da família Gobiidae. Possui uma única espécie, Z. confluentus, considerada uma espécie pouco preocupante pela Lista Vermelha do UICN.